# 갈락티카과
갈락티카과(Galacticidae)는 나비목에 속하는 곤충과의 하나이다. 최근에 인정된 수수께끼같은 과이다. 보통 이 나방의 크기는 날개 길이가 8-17 mm정도이며, 이전에는 여러 개의 나비목 상과(곡식좀나방상과의 주머니나방과, 우로두스상과, 유리나방상과 그리고 집나방상과의 몇 개 과)에 포함시켰지만, 현재는 자연분류군 난이문류에 속하는 기저 분류군 갈락티카상과의 유일한 과로 분류하고 있다(Dugdale et al., 1999 [1998]; May, 2004).
갈락티카과의 유연 관계는 DNA 데이터를 포함한 새로운 특징들과 함께 재평가가 필요하다. 호마다울라속(Homadaula)은 집나방류의 프라이스속(Prays)과 아테멜리아속(Atemelia) 나방과 아주 흡사한 것처럼 보이며, 일부 종은 "작은 집나방"을 떠올리게 한다. 가시로 된 애벌레의 가슴 마디와 기타 몇 부분의 특징에도 불구하고(Minet, 1986), 일부 종은 집나방류와 구조적으로 비슷하고, 유충기의 행동 또한 유사하기 때문에, 집나방상과로부터 따로 분류하는 것에 대해 의문이 제기되기도 한다(Mey, 2004).
이 나방은 아프리카와 마다가스카르에서 아시아, 오스트레일리아 그리고 누벨칼레도니까지의 구대륙에 분포한다. 종이 가장 큰 속은 8종을 포함하고 있는 호마다울라속(Homadaula)이다. 자귀뭉뚝날개나방(Homadaula anisocentra)은 북아메리카 동부 지역에 유입된 종으로 관상식물 해충의 하나이다.

## 하위 속
- Bharlutia Amsel, 1935
- Galactica Walsingham, 1911
- Homadaula Lower, 1899
- Zarcinia Chrétien, 1915
- ?Tanaoctena Turner, 1913